# Макасторна
Макасто̀рна (на италиански: Maccastorna, на западноломбардски: Macasturna, Макастурна) е село и община в Северна Италия, провинция Лоди, регион Ломбардия. Разположено е на 45 m надморска височина. Населението на общината е 69 души (към 2015 г.).